# Paul Westheim
Paul Westheim (Eschwege, Alemania, 7 de agosto de 1886-Berlín, Alemania, 21 de diciembre de 1963) fue un crítico e historiador del arte y editor judeoalemán. Fue esposo de la traductora y poeta Mariana Frenk. En Europa, fue uno de los principales impulsores del expresionismo y, exiliado en México, fue pionero en el análisis del arte de Mesoamérica.

## Datos biográficos
Estudió arte en la Universidad Técnica de Darmstadt y en la Universidad de Berlín. Siendo estudiante, fue alumno de Heinrich Wölfflin y de Wilhelm Worringer. De 1917 a 1933, publicó textos en los que comentó la obra de Wilhelm Lehmbruck, Oskar Kokoschka, Otto Dix y Pablo Picasso, entre otros. Fue autor de numerosas monografías fundamentales en el arte contemporáneo del siglo XX.
Debido a los cambios políticos en Alemania, emigró a Francia en 1933, en donde fue detenido de nuevo por su origen judío durante la invasión nazi a Francia, y fue enviado a cuatro  campos de concentración distintos. Por una casualidad escapó de su detención, y gracias al Comité de Rescate de Emergencia, logró llegar a la casa de Paul West en Marsella. De ahí, viajó hacia México, pasando por Portugal y España.[cita requerida]
Llegó a México en 1942, en donde fue apoyado por la hispanista Mariana Frenk, con quien se casó en 1959 y  obtuvo la nacionalidad mejicana en 1963.
En su honor, se nombró una sala del Palacio de Bellas Artes de la Ciudad de México.

## Obras
- Ideas fundamentales del arte prehispánico en México
- Arte antiguo de México
- Obras maestras del México antiguo
- La escultura del México antiguo
- Mundo y vida de grandes artistas
- La cerámica del México antiguo: fenómeno artístico
- El grabado en madera
- La calavera
- El pensamiento artístico y creación ayer y hoy
- Arte, religión y sociedad
- Mundo y vida de grandes artistas I. Traducción al español de Mariana Frenk. Era/Biblioteca Joven. CREA (núm. 21). México: Fondo de Cultura Económica. ISBN 968-16-1750-9 (general) ISBN 968-16-1751-7 (tomo I)
- las verdaderas aventuras del conde von stonfferberg